# Керрі Міллікін
Керрі Міллікін (англ. Kerry Millikin, 10 грудня 1961) — американська вершниця.
Бронзова призерка Олімпійських Ігор 1996 року в індивідуальному триборстві.
Переможниця Панамериканських ігор 1999 року в командному триборстві.
Бронзова призерка Чемпіонату світу з кінного триборства 1998 року в командному триборстві.